# Кането (Савона)
Кането је насеље у Италији у округу Савона, региону Лигурија.
Према процени из 2011. у насељу је живело 17 становника. Насеље се налази на надморској висини од 314 м.